# Newton Regis
Pour les articles homonymes, voir Newton.
Newton Regis est un village et une paroisse civile du Warwickshire, en Angleterre.

## Toponymie
Newton est un nom d'origine vieil-anglaise qui désigne une ferme neuve ou un village neuf, de niwe « nouveau » et tūn « ferme, village ». C'est un toponyme très courant en Angleterre.
L'élément Regis, qui se retrouve également dans le nom d'autres villages anglais, provient quant à lui du latin regis, forme génitive de rex « roi ». Il indique ainsi que le manoir de Newton a été, à un moment de son histoire, la propriété du roi d'Angleterre.

## Géographie
Newton Regis est un village du Warwickshire, un comté des Midlands de l'Ouest. Il se situe tout au nord du comté : le point le plus septentrional de la paroisse civile, près du hameau de No Man's Heath (en), correspond au tripoint entre le Warwickshire, le Staffordshire au nord-ouest et le Leicestershire au nord-est.
Au Moyen Âge, Newton Regis relève du hundred de Hemlingford (en). Après l'abandon du système des hundreds, il est rattaché au district rural de Tamworth (en) de 1894 à 1964, puis au district rural d'Atherstone (en) de 1964 à 1974 et enfin au district non métropolitain du North Warwickshire depuis 1974.
Pour les élections à la Chambre des communes, Newton Regis appartient à la circonscription de North Warwickshire.

## Histoire
Newton Regis n'est pas mentionné dans le Domesday Book. Il est possible qu'il soit alors considéré comme une dépendance du manoir de Seckington et qu'il corresponde plus précisément à la partie de ce manoir, correspondant à 2,5 hides de terrain, qui a pour propriétaire Guillaume Fitz Corbucion et pour tenancier un dénommé Iudhael ou Juhell,.
La première mention de Newton Regis dans les sources écrites date de 1159, lorsque le roi Henri II y accorde des terres à un Geoffrey Savage. Ce manoir se transmet ensuite dans la famille Savage pendant un siècle, jusqu'à la mort de William Savage en 1259. Il est ensuite partagé entre son neveu Thomas de Ensor et sa sœur Philippa de Meinyl. La part du premier passe dans la famille de Herthill en 1302, puis dans la famille Cokayn en 1417 avant d'être divisée entre plusieurs acheteurs en 1598. La part de la famille Meinyl est quant à elle partagée entre les quatre filles de Ralph Meinyl en 1399. La transmission du manoir de Newton Regis devient confuse à partir du XVIIe siècle et reste divisée entre plusieurs familles, dont les Burdett et les Inge.

## Démographie
Au recensement de 2011, la population de Newton Regis est comptée avec celle de No Man's Heath et Seckington. Ensemble, ils comptent alors 599 habitants.
| Année | Population |
| ----- | ---------- |
| 1801  | 302        |
| 1811  | 317        |
| 1821  | 410        |
| 1831  | 383        |
| 1841  | 454        |
| 1851  | 487        |
| 1881  | 450        |
| 1891  | 488        |
| 1901  | 476        |
| 1911  | 450        |
| 1921  | 441        |
| 1931  | 446        |
| 1951  | 475        |
| 1961  | 402        |
| 2011  | 599        |

## Culture locale et patrimoine
L'église paroissiale de Newton Regis est dédiée à Marie. Sa construction s'étale du début du XIIIe siècle au XVe siècle. C'est un monument classé de grade II* depuis 1953. Une autre église dédiée à Marie est construite à No Man's Heath en 1863.

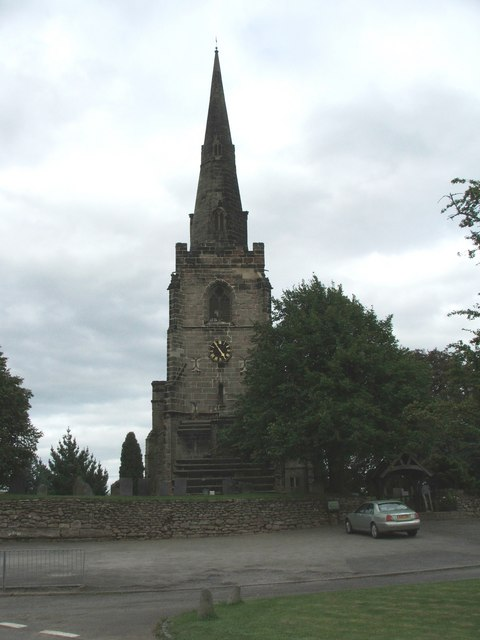
L'église de Newton Regis.
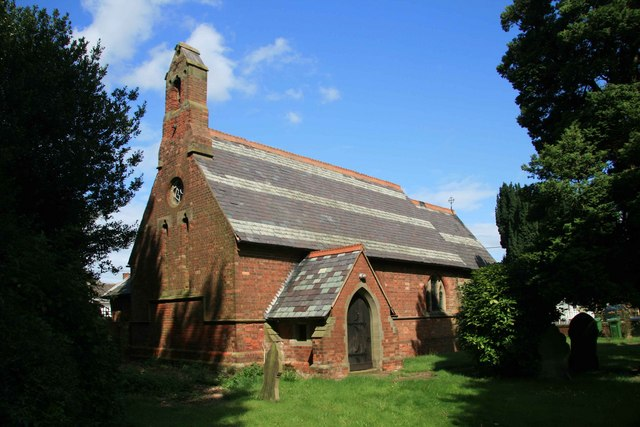
L'église de No Man's Heath.